# Swietenia
Swietenia ist eine Pflanzengattung innerhalb der Familie der Mahagonigewächse (Meliaceae). Die etwa drei Arten sind in der Neotropis weitverbreitet. Alle drei Arten liefern wertvolle Handelshölzer.

## Beschreibung

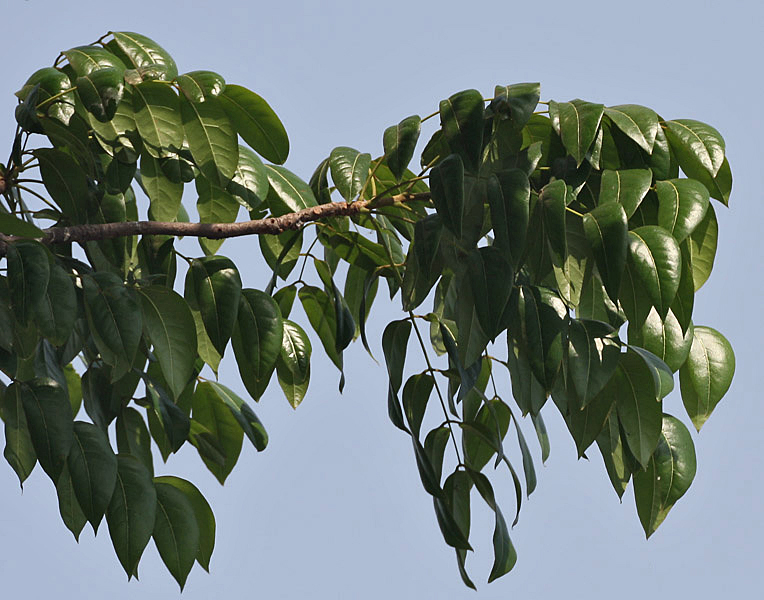
Zweig mit gefiederten Laubblättern von Swietenia mahagoni

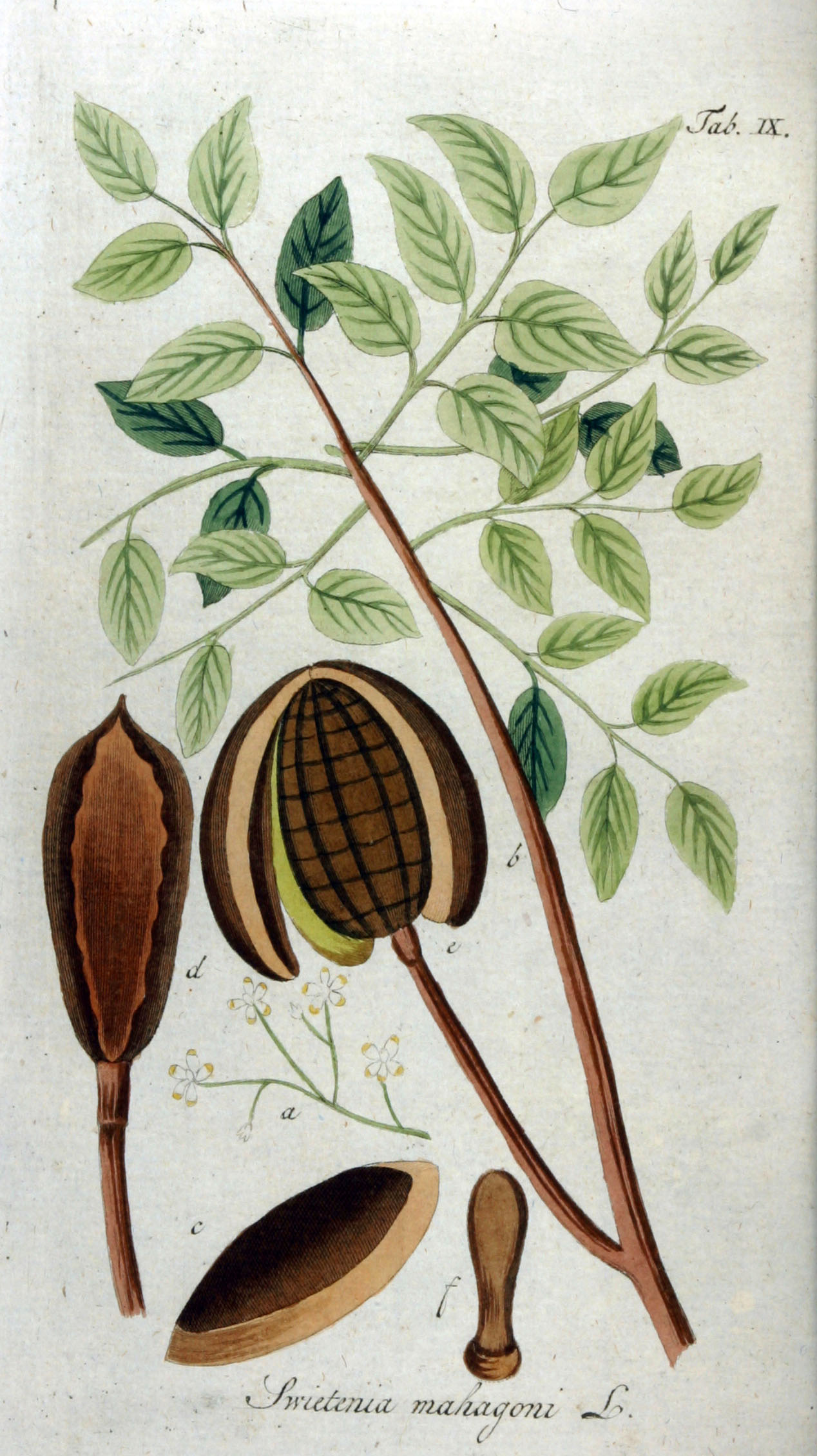
Illustration von Swietenia mahagoni

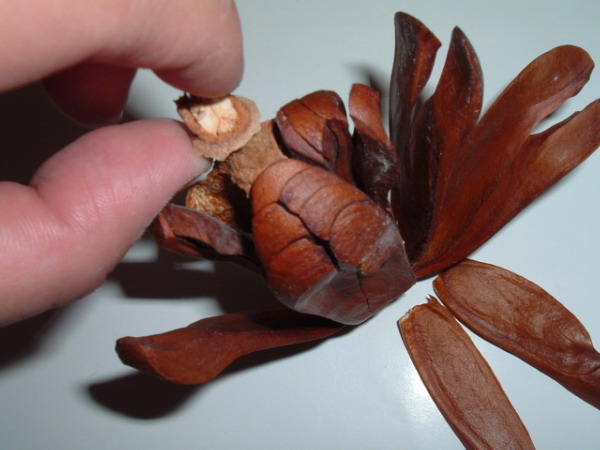
Offene Frucht mit Samen von Swietenia macrophylla

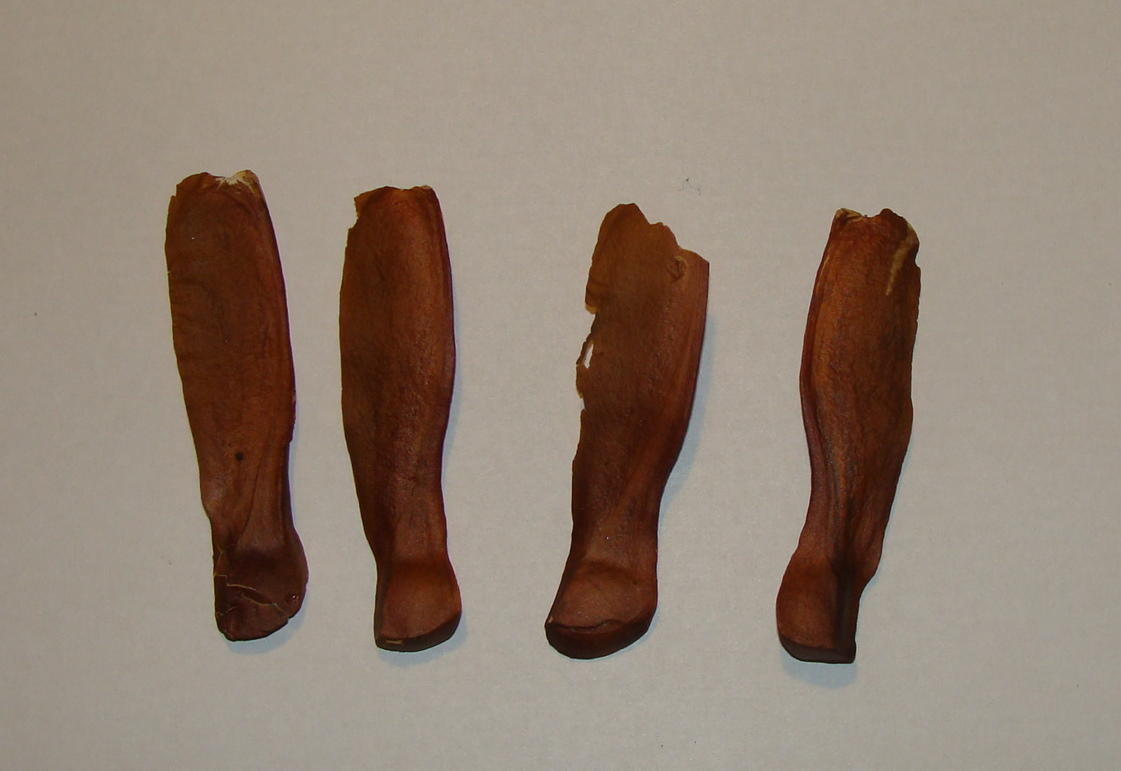
Geflügelte Samen von Swietenia macrophylla

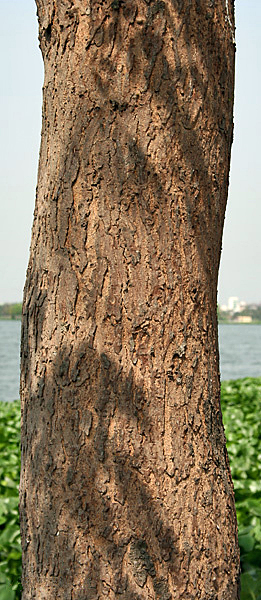
Stamm mit Borke von Swietenia mahagoni

### Erscheinungsbild und Blätter
Die Swietenia-Arten wachsen als laubabwerfende Bäume. Das Holz besitzt eine rote Farbe.
Die wechselständig und spiralig an den Zweigen angeordneten Laubblätter sind in Blattstiel und -spreite gegliedert. Die Blattspreiten sind meist paarig, selten unpaarig gefiedert. zwei bis fünf Paare von kahlen, ganzrandigen Fiederblättchen stehen sich an der Blattrhachis mehr oder weniger gegenständig gegenüber. Es sind keine Nebenblätter vorhanden. Es sind an der Rhachis, an den Blättchenchstielen und den Blättchen viele kleine extraflorale Nektarien vorhanden.

### Blütenstände und Blüten
Die seitenständigen oder fast endständigen Blütenständen besitzen die Form eines Thyrsus.
Die relativ kleinen, eingeschlechtigen Blüten sind und vier- oder fünfzählig mit doppelter Blütenhülle. Die fünf kleinen Kelchblätter sind bis etwa zur Hälfte ihrer Länge verwachsen. Die selten vier, meist fünf freien, weißlichen Kronblätter sind relativ breit. Die selten acht oder meist zehn Staubblätter sind röhrenförmig verwachsen, mit selten acht oder meist zehn (spitzen) Lappen und dazwischen selten acht oder meist zehn Staubbeuteln, die an der Innenseite der Staubblattröhre inseriert sind; sie überragen die Blütenkrone nicht. Der Diskus ist becherförmig mit gekerbtem Rand. Der eiförmige Fruchtknoten ist selten vier- oder sechs-, meist fünfkammerig. Jede Fruchtknotenkammer enthält 9 bis 16 hängende Samenanlagen. Der zylindrische Griffel endet in einer scheibenförmigen, mehrlappigen Narbe. Es sind bei den männlichen Blüten ein Pistillode (steriler Stempel) und bei den weiblichen Blüten Staminodien (sterile Staubblätter) ausgebildet.

### Früchte und Samen
Die relativ großen, holzigen Kapselfrüchte sind länglich oder eiförmig und meist fünffächerig und öffnen sich scheidewandspaltig = septizid von ihrer Basis ausgehend. Je Fruchtfach hängen mehrere Samen je Fruchtfach mit dem Flügelende am oberen Ende der eckigen Columnella. Die geflügelten Samen besitzen ein mehr oder weniger fleischiges Endosperm und einen Embryo mit zwei relativ großen, dünnen Keimblättern (Kotyledonen) und einer sehr kurzen Radicula.

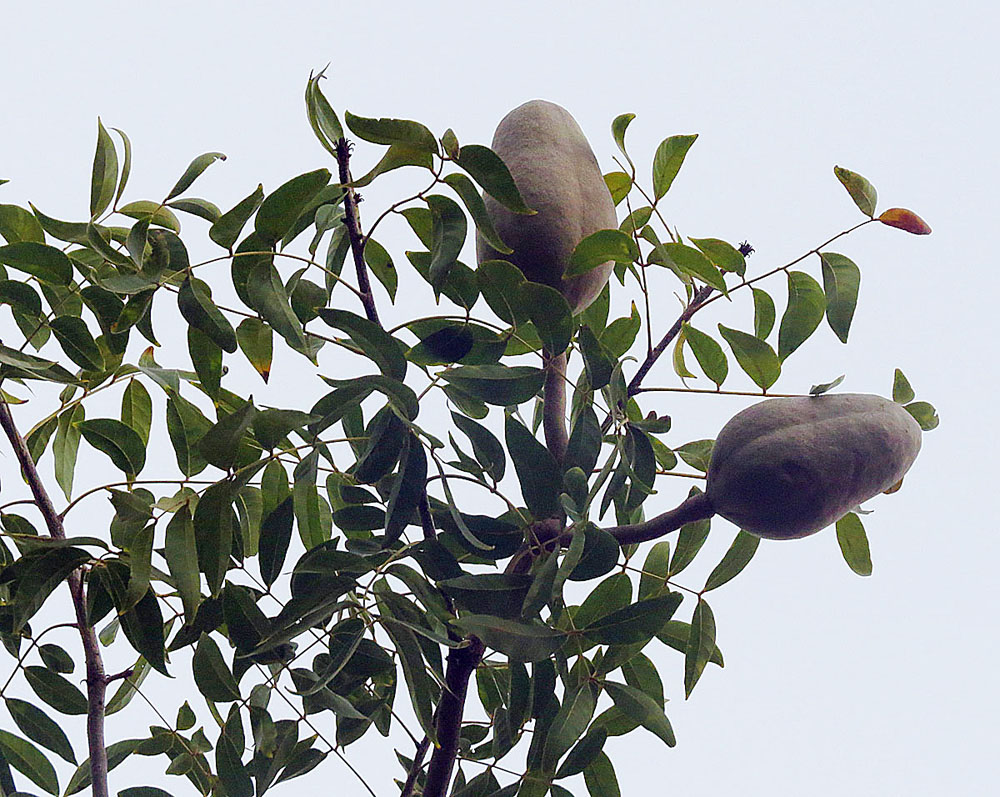
Laubblätter und Früchte von Swietenia humilis

## Systematik

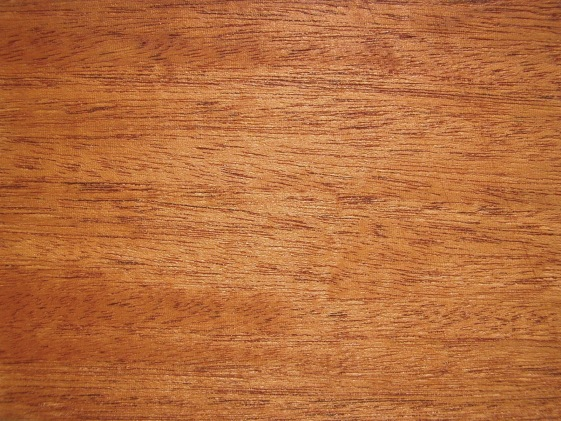
Holz von Swietenia macrophylla

Die Gattung Swietenia wurde 1760 durch Nikolaus Joseph von Jacquin in Enumeratio Systematica Plantarum, quas in insulis Caribaeis, 4, 20 aufgestellt. Die Typusart ist Swietenia mahagoni (L.) Jacq. Der Gattungsname Swietenia ehrt den niederländischen Arzt Gerard van Swieten. Synonyme für Swietenia Jacq. sind: Elutheria M.Roem., Mahagoni Adans., Roia Scop., Suitenia Stokes orth. var.
Es gibt nur drei Swietenia-Arten:
- Swietenia humilis Zucc.: Sie kommt vom westlichen sowie südlichen Mexiko über das nordwestliche Costa Rica, El Salvador, Guatemala und Honduras bis Nicaragua vor.[7]
- Amerikanischer Mahagoni (Swietenia macrophylla King): Das natürliche Verbreitungsgebiet reicht von Mexiko (Veracruz, Campeche, Chiapas, Quintana Roo, Tabasco) über Belize, Costa Rica, Guatemala, Honduras, Nicaragua, Panama nach Französisch-Guayana, Venezuela und Brasilien und Bolivien bis nach Peru (Huanuco, Loreto, San Martin).[7] Sie kommt in einigen tropischen Ländern verwildert vor.
- Swietenia mahagoni (L.) Jacq.: Ihr natürliches karibisches Verbreitungsgebiet umfasst: Florida, die Bahamas, Kuba, Hispaniola und Jamaika.[7] Auf anderen karibischen Inseln ist die Art verwildert.

Es gibt zwei natürlich entstandene Hybriden: Eine ist ein Kreuzungsprodukt zwischen Swietenia macrophylla und Swietenia humilis, sie wurde im Überlappungsbereich ihrer Verbreitungsgebiete gefunden. Die andere, Swietenia × aubrevilleana genannt, entstand an Plantagen mit beiden Arten aus Swietenia macrophylla und Swietenia mahogani.

## Nutzung
Das Holz von Swietenia macrophylla wird gehandelt unter den Handelsnamen: Amerikanisches Mahagoni, Echtes Mahagoni, Honduras-, Tabasco-, Nicaragua-Mahagoni (in deutschsprachigen Ländern); caoba (Zentralamerika); aguano (Panama, Peru, Brasilien); orura (Venezuela); zopilote (Mexiko); sapoton (Surinam); yulu (Nicaragua); crura (Bolivien); acajou d'Amérique (in französischsprachigen Ländern); American mahogani, baywood (Großbritannien); broadleaf mahagony (USA). Alle drei Arten stehen bei CITES unter Schutz: Swietenia humilis und Swietenia mahagoni im Annex II sowie Swietenia macrophylla in Annex III für Costa Rica.